# DB Cargo

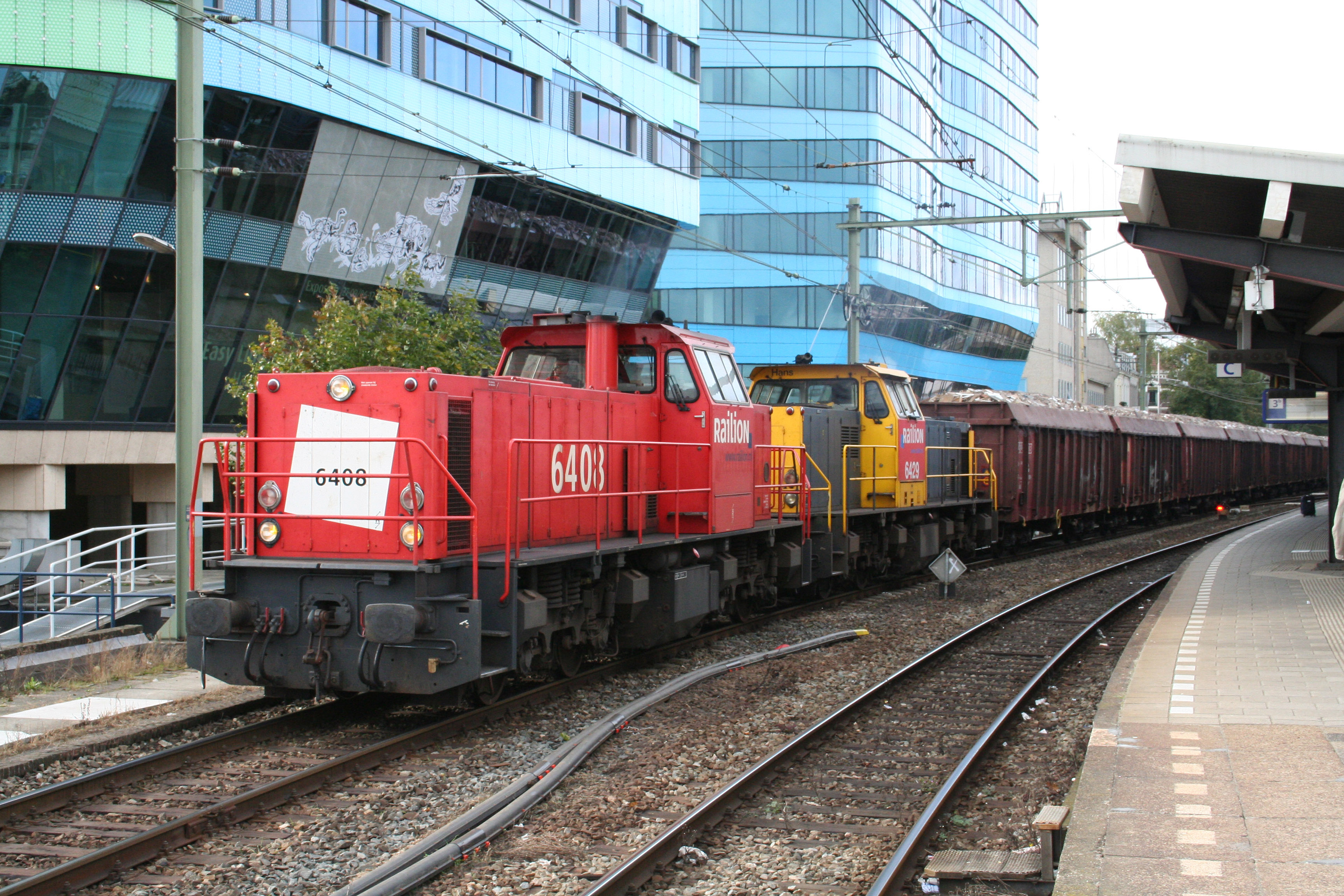
2 6400-Locomotieven van Railion Nederland in Railion-rood en NS-geel/grijs met Railion sticker te Arnhem.

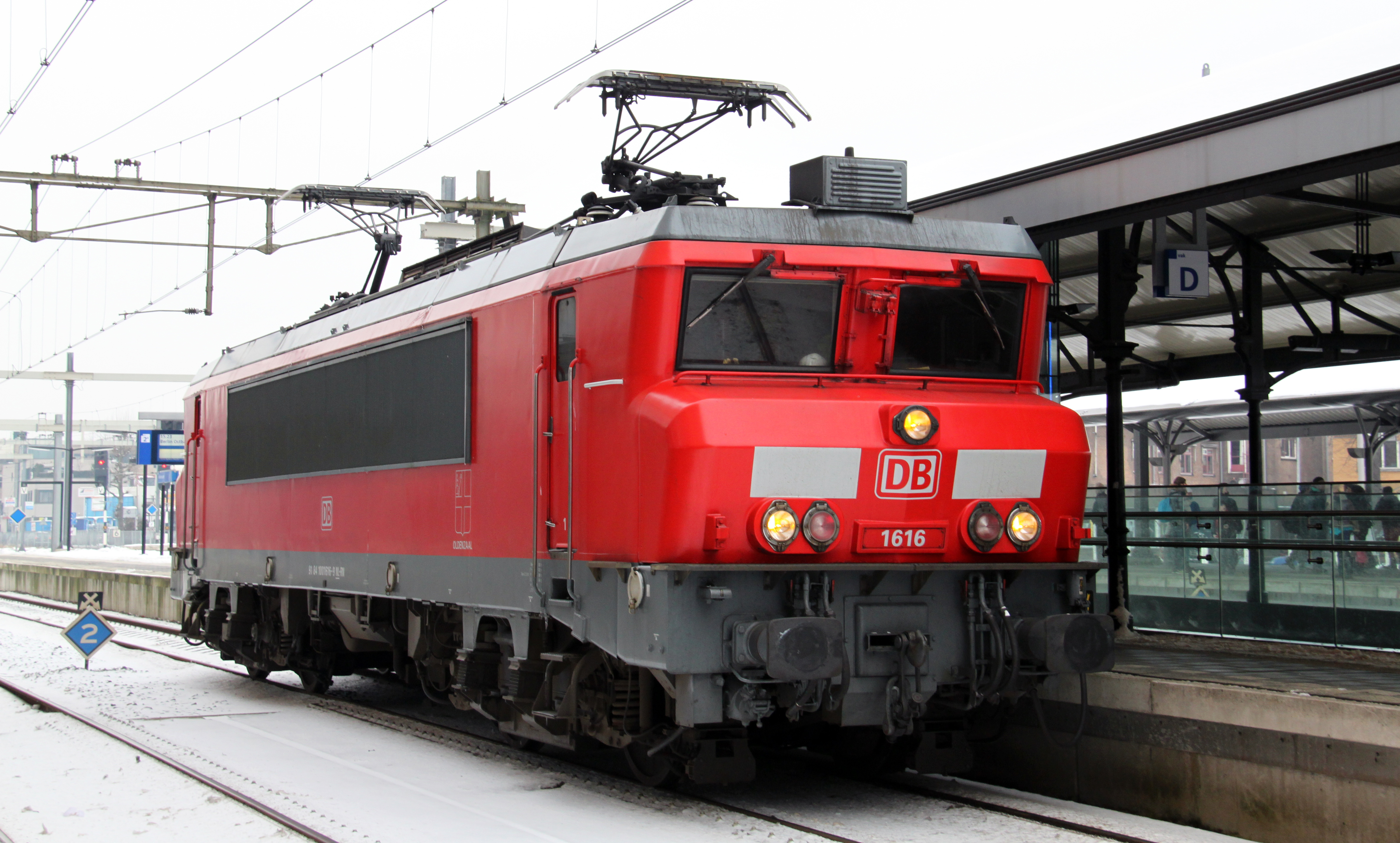
DB Schenker 1616 (ex-NS 1616) te Hilversum.

DB Cargo is een Europese goederenvervoerder per spoor, met hoofdvestiging in Mainz. Het bedrijf werd op 1 januari 1999 opgericht onder de naam DB Cargo. Na een eerste fusie in 2000 werd de naam Railion ingevoerd en in 2009 werd de naam veranderd in DB Schenker Rail. Vanaf 1 april 2016 is de naam weer DB Cargo. 

## Activiteiten
Bij DB Cargo werken in totaal ongeveer 31.200 mensen (stand december 2022), waarvan zo'n 650 in Nederland. DB Cargo beschikt over ongeveer 83.000 goederenwagens en 2600 locomotieven, min of meer gelijk verdeeld over diesel en elektrisch. Het bedrijf levert transportdiensten in 17 Europese landen. In 2022 werd zo'n 222 miljoen ton vracht vervoerd waarmee een omzet werd behaald van vijf miljard euro.
Het bedrijf vervoert uiteenlopende producten. Naast bloktreinen voor klanten die veel vervoer in één keer aanbieden, richt DB Cargo zich ook op wagenladingvervoer, Unit Cargo genoemd.

## Geschiedenis
Sinds de allereerste fusie in 2000, was Railion het resultaat van een fusie van de goederenpoten van de Nederlandse en Duitse spoorwegen, respectievelijk NS Cargo en DB Cargo op 1 januari 2000. In totaal werkten er toen ongeveer 27.000 mensen bij Railion. De holding Railion GmbH, was gevestigd in Mainz en was een dochteronderneming van DB Logistics, dat op haar beurt weer onder Deutsche Bahn viel. Naast Railion vielen ook Schenker en Stinnes AG onder DB Logistics.

### Railion Duitsland (DB Cargo Deutschland)
De goederenpoot van de Duitse spoorwegen DB heette sinds 1 januari 1999 DB Cargo, een naam die ook na de fusie met NS Cargo in 2000 in gebruik bleef. Per 1 september 2003 is de naam gewijzigd in Railion Deutschland AG. Railion Deutschland zette alle activiteiten van DB Cargo voort en kreeg ook de beschikking over diens materieelpark.

### Railion Nederland (DB Cargo Nederland)
De Nederlandse tak van Railion heette sinds de fusie op 1 januari 2000 Railion Benelux N.V. en is per 1 september 2003 gewijzigd in Railion Nederland N.V. Van 2009 tot 2016 was de naam DB Schenker Rail Nederland, nadien DB Cargo Nederland.
Railion Benelux kreeg de beschikking over het materieelpark van NS Cargo, bestaande uit diesellocomotieven serie 6400 en een deel van de elektrische locomotieven serie 1600, alsmede enkele rangeerlocomotieven serie 600 en locomotoren. Later werd twaalf diesellocomotieven serie 232 en vijf diesellocomotieven serie 204 overgenomen van de Duitse tak van Railion. De serie 204 werd bij Railion Nederland alleen gebruikt in Zeeuws-Vlaanderen.
Railion Nederland (en diens opvolger DB Schenker Rail) was tot voor kort de enige vervoerder die wagenladingvervoer aanbood maar kreeg in 2007 te maken met concurrentie van het Zwitserse ChemOil. Vooralsnog is Railion Nederland de enige die in het rangeerproces, het zogenaamde 'heuvelen' toepast. Hierbij worden de wagens op de juiste plaats van elkaar ontkoppeld en vervolgens over een heuvel geduwd zodat de wagens via zwaartekracht naar een zogenaamd 'verdeelspoor' rollen alwaar zich nieuwe treinen formeren, meestal uitgesorteerd op bestemming(srichting). Het enige emplacement in Nederland waar dit gebeurt, is de Kijfhoek, tussen Zwijndrecht en Barendrecht.

### Railion Denemarken (DB Cargo Danmark / Scandinavia)
Op 27 juni 2001 fuseerde de goederentak van de Deense spoorwegen DSB Gods met het Duits-Nederlandse Railion. Als naam voor de Deense tak werd aanvankelijk Railion Denmark gebruikt, die kort daarop werd gewijzigd in Railion Danmark. Railion Danmark kreeg de beschikking over het materieelpark van DSB Gods, bestaande uit diesellocomotieven type MZ 1400 en elektrische locomotieven typen EA 3000 en EG 3100. Ook behoorden de rangeerlocomotieven MK 600 en enkele locomotoren type Køf tot het materieelpark van Railion Danmark. De EA 3000 locomotieven zijn vanaf 14 december 2009 verplaatst naar de Bulgaarse dochteronderneming van DB Schenker Rail.

### Railion Italië (DB Cargo Italia)
In juni 2004 kreeg Railion 95% van de aandelen van het Italiaanse Strade Ferrate del Mediterraneo (SFM) in handen, waarvan de naam in mei 2005 werd gewijzigd in Railion Italia Srl. Het hoofdkantoor van DB Schenker Rail Italië is gevestigd in Alessandria. DB Schenker Rail verwierf in januari 2010, in twee stappen, een aandelenbelang van 60% in NordCargo (een dochteronderneming van Ferrovie Nord Milano (FNM). Het hoofdkantoor van NordCargo is gevestigd in Milaan.

### Railion Zwitserland (DB Cargo Schweiz)
In januari 2007 nam Railion de Zwitserse spoorwegmaatschappij Brunner Railway Services GmbH over, die sinds mei 2007 de naam Railion Schweiz GmbH kreeg.

### Railion Zweden (DB Cargo Scandinavia)
In december 2007 hebben het Deense Railion Danmark en de Zweedse goederenvervoerder Green Cargo een gemeenschappelijk productiebedrijf opgericht onder de naam Railion Scandinavia A/S, gevestigd in Denemarken. Daartoe werd een gemeenschappelijk tractiepark ingericht. De oprichting per 31 maart 2008 van Railion Scandinavia is het gevolg van jarenlange intensieve samenwerking tussen Railion en Green Cargo. Van de aandelen is 51% in handen van Deutsche Bahn en 49% van Green Cargo. Rond 80% van het goederenvervoer per spoor gaat tegenwoordig naar en via Duitsland.
Railion Scandinavia wil in een hogere frequentie goederen vervoeren tussen het knooppunt Malmö en het rangeerstation Maschen bij Hamburg. De samenwerking biedt de mogelijkheid om de prestaties van wagonlading en gecombineerd vervoer met een directe verbinding tussen terminals en rangeerstations in Duitsland en Zweden. Ook het goederenvervoer per spoor van, naar en in Denemarken loopt onder verantwoording van Railion Scandinavia. Railion en Green Cargo investeerden gemeenschappelijk in 23 nieuwe meerspanningslocomotieven van de serie 185.3. Deze locomotieven zijn voorzien van beveiligingssystemen voor de drie landen Duitsland, Denemarken en Zweden.

### English, Welsh and Scottish Railway (DB Cargo UK)
In 2007 werd English, Welsh and Scottish Railway Ltd. (EWS) overgenomen. De naam werd op 1 januari 2009 veranderd in DB Schenker Rail (UK) Ltd. en vanaf 1 maart 2016 DB Cargo UK
In de loop van 2008 maakte het moederbedrijf Deutsche Bahn bekend dat de naam Railion zou worden gewijzigd, op 16 februari 2009 werd de naam Railion gewijzigd in DB Schenker Rail. Vanaf 1 maart 2016 is de naam weer veranderd in DB Cargo.